# ريكو إيلزورث
ريكو ايلزورث (بالإنجليزية: Reiko Aylesworth)‏ ، ممثلة أمريكية من مواليد 9 ديسمبر 1972.

## وصلات خارجية
- ريكو إيلزورث على موقع IMDb (الإنجليزية)
- ريكو إيلزورث على موقع روتن توميتوز (الإنجليزية)
- ريكو إيلزورث على موقع ألو سيني (الفرنسية)
- ريكو إيلزورث على موقع أول موفي (الإنجليزية)
- ريكو إيلزورث على موقع قاعدة بيانات الأفلام السويدية (السويدية)
- ريكو إيلزورث على موقع إن إن دي بي (الإنجليزية)
- ريكو إيلزورث على موقع قاعدة بيانات الفيلم (الإنجليزية)
- ريكو إيلزورث على موقع كينوبويسك (الروسية)
- BBC Drama Faces - Reiko Aylesworth